# Dermatoses da gravidez
Dermatoses da gravidez são dermatoses que são específicas das mulheres grávidas.
| Prevalência    | Trimestre em que ocorre | Condição                                                   |
| -------------- | ----------------------- | ---------------------------------------------------------- |
| 49,7%          | Primeiro                | Eczema durante a gravidez                                  |
| 1:160          | Terceiro                | Pápulas e placas urticariformes e pruriginosas da gravidez |
| 1:300          | Segundo ou terceiro     | Prurigo da gravidez                                        |
| 1:3000         | Segundo e terceiro      | Foliculite pruriginosa da gravidez                         |
| 1:1000-1:10000 | Terceiro                | Colestase intra-hepática da gravidez                       |
| 1:50000        | Terceiro                | Penfigóide gestacional                                     |